# مارك كليمبنر
مارك كليمبنر (بالإنجليزية: Mark Klempner)‏ (1955-2019) هو فلكلوري، ومؤرخ شفوي ومعلق اجتماعي أمريكي. من أشهر مؤلفاته «القلب لديه أسباب». عُثر عليه ميتًا يوم 3 مارس 2019.